# Porphyrinia caduca
Porphyrinia caduca là một loài bướm đêm trong họ Noctuidae.